# Indigofera nephrocarpoides
Indigofera nephrocarpoides là một loài rau đậu thuộc họ Fabaceae.
Loài này chỉ có ở Yemen.
Môi trường sống tự nhiên của chúng là rừng khô nhiệt đới hoặc cận nhiệt đới.